# Allée de la Deuxième-Division-Blindée
L'allée de la Deuxième-Division-Blindée est une voie située dans le 15e arrondissement de Paris, en France.

## Origine du nom

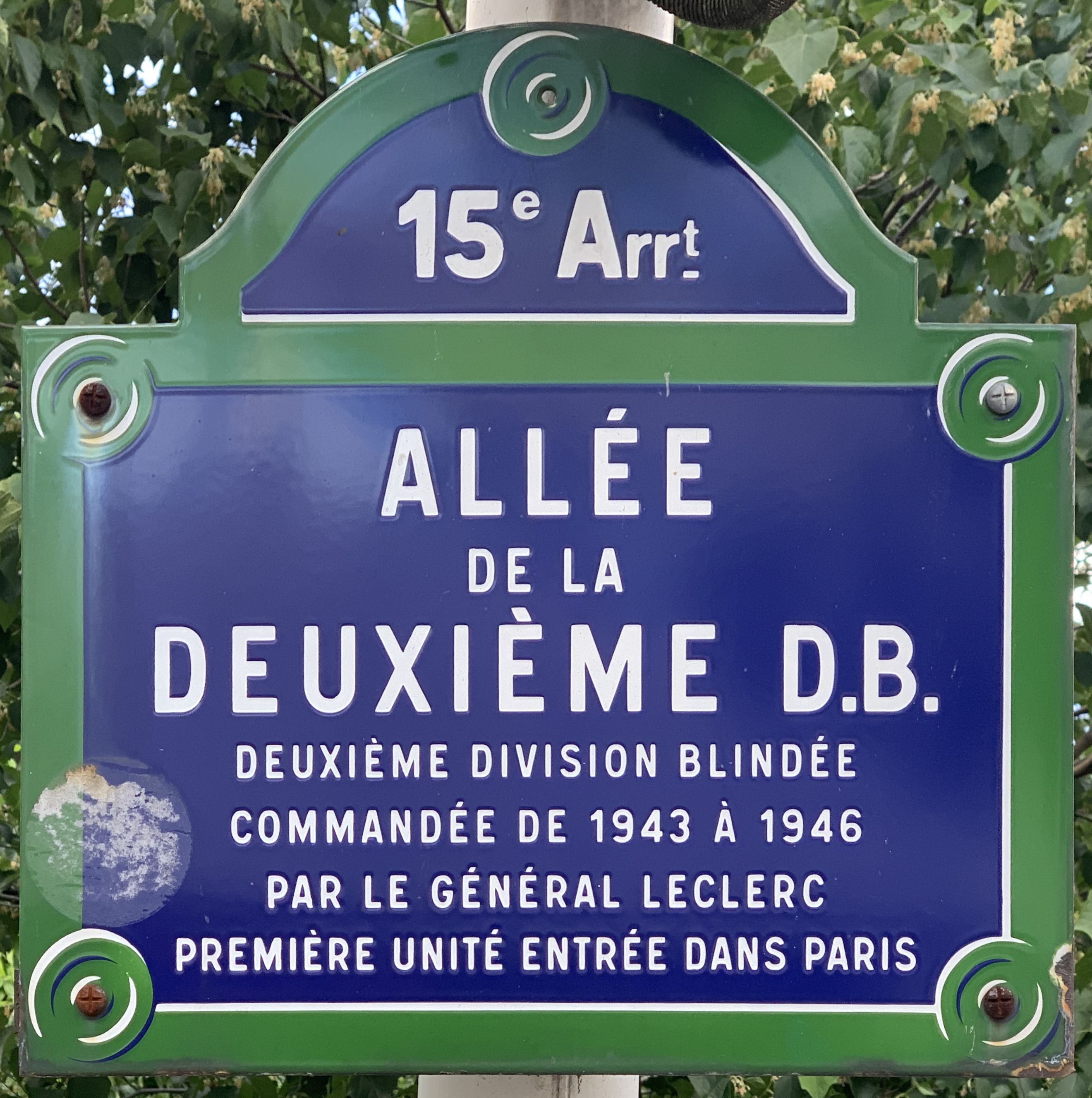
Plaque de l'allée.